# انتشار سیاه‌زخم در سوردلوفسک
در ۲ آوریل ۱۹۷۹، اسپورهای باسیلوس آنتراسیس (عامل بیماری سیاه‌زخم) به‌طور تصادفی از یک مرکز تحقیقات نظامی شوروی در شهر سوردلوفسک، (یکاترینبورگ کنونی) منتشر شدند. شیوع بیماری متعاقب آن، منجر به مرگ دست‌کم ۶۶ نفر شد. تعداد دقیق قربانیان اعلام نشد و نامعلوم است. مقامات اتحاد جماهیر شوروی سال‌ها علت شیوع بیماری را تکذیب کردند و مرگ و میر را ناشی از مصرف گوشت آلوده و تماس قصاب‌ها با بافت زیرپوستی گوشت‌های آلوده اعلام کردند. تمام پرونده‌های پزشکی قربانیان برای پنهان کردن نقض جدی کنوانسیون جنگ‌افزارهای میکروبی که از سال ۱۹۷۵ به اجرا درآمده بود، حذف شد. گاهی از این حادثه با عنوان «چرنوبیل بیولوژیکی» یاد می‌شود.

## زمینه‌ها
شهر بسته سوردلوفسک از زمان جنگ جهانی دوم، مجتمع اصلی نظامی-صنعتی شوروی بوده‌است و این حکومت در آن‌جا تانک، موشک‌های بالستیک، راکت و سایر جنگ‌افزارها را تولید می‌کرد. یک حادثهٔ هسته‌ای بزرگ در سال ۱۹۵۷ در این منطقه رخ داد که در آن، یک مرکز ضایعات هسته‌ای (معروف به فاجعهٔ کیشتیم) منفجر شد و منجر به انتشار گرد و غبار رادیواکتیو در هزار کیلومتر مربع شد. تأسیسات جنگ‌افزار میکروبی در سوردلوفسک پس از جنگ جهانی دوم با استفاده از اسنادی که در منچوری از برنامه جنگ میکروبی ژاپن به‌دست آمده بود ساخته شد.
سویهٔ سیاه‌زخم تولید شده در "مجتمع نظامی ۱۹" در جنوب سوردلوفسک قدرتمندترین سویه در زرادخانهٔ شوروی، موسوم به "سیاه‌زخم ۸۳۶" بود. این سویه در نتیجهٔ یک حادثهٔ دیگر انتشار سیاه‌زخم که در سال ۱۹۵۳ در شهر کیروف رخ داد، یافت شده بود. در آن حادثه، نشت از تأسیسات باکتری‌شناسی، سیستم فاضلاب شهری را آلوده کرده بود. در سال ۱۹۵۶، ولادیمیر سیزوف، زیست‌شناس، سویهٔ سیاه‌زخم خطرناک‌تری را در جوندگان صیدشده در این منطقه یافته بود. این گونه، برای تسلیح کلاهک‌های موشک‌های بالستیک قاره‌پیمای اس‌اس-۱۸، برنامه‌ریزی شده بود.

## حادثه
کشت سیاه‌زخم تولیدشده باید خشک می‌شد تا پودری ریز برای استفاده به‌صورت هواپخش تولید شود. فیلترهای بزرگ روی لوله‌های اگزوز تنها مانع بین پودر تولیدی و گرد و غبار سیاه‌زخم و محیط بیرون بودند. در روز جمعه، ۳۰ مارس ۱۹۷۹، یک تکنسین، فیلتری مسدودشده را در حالی‌که دستگاه‌های خشک‌کن، موقتاً خاموش بودند، برداشت. او یک اخطار کتبی در این رابطه گذاشت، اما سرپرستش به‌طور مناسبی این را در دفترچهٔ ایمنی یادداشت نکرد. سرپرست شیفت بعدی هیچ چیز غیرعادی در دفترچهٔ ایمنی ندید و دستگاه‌های خشک‌کن را روشن کرد. پس از چند ساعت، شخصی متوجه شد که فیلتر در جای خود نیست و دوباره آن را نصب کرد. این حادثه به فرماندهی نظامی گزارش شد، اما مقامات محلی و شهری بلافاصله در جریان قرار نگرفتند. بوریس یلتسین، یکی از مقامات محلی حزب کمونیست شوروی در آن زمان، به پنهان کردن این حادثه کمک کرد.
همهٔ کارگران یک کارخانهٔ سرامیک در آن‌سوی خیابان، طی چند روز بعد بیمار شدند. تقریباً همهٔ آن‌ها در عرض یک هفته، جان باختند. تعداد کشته‌ها، دست‌کم ۶۶ نفر گزارش شده‌است، اما تعداد دقیق آن مشخص نیست، زیرا تمام سوابق بیمارستان و بسیاری از شواهد دیگر توسط کاگ‌ب از بین رفته‌است.
در سال ۱۹۸۶، اجازهٔ سفر پروفسور متیو مسلسون از دانشگاه هاروارد توسط مقامات اتحاد جماهیر شوروی برای یک سفر چهارروزه به مسکو تأیید شد و او در آن‌جا با چندین مقام ارشد بهداشت شوروی دربارهٔ شیوع این بیماری مصاحبه کرد. او بعداً گزارشی منتشر کرد که با ارزیابی شوروی منطبق بود که شیوع بیماری، ناشی از یک کارخانهٔ فرآوری گوشت آلوده بوده‌است و توضیح رسمی شوروی را کاملاً «قابل قبول و مطابق با علم پزشکی و تجربیات ثبت‌شدهٔ بشر در مورد سیاه‌زخم» دانست.

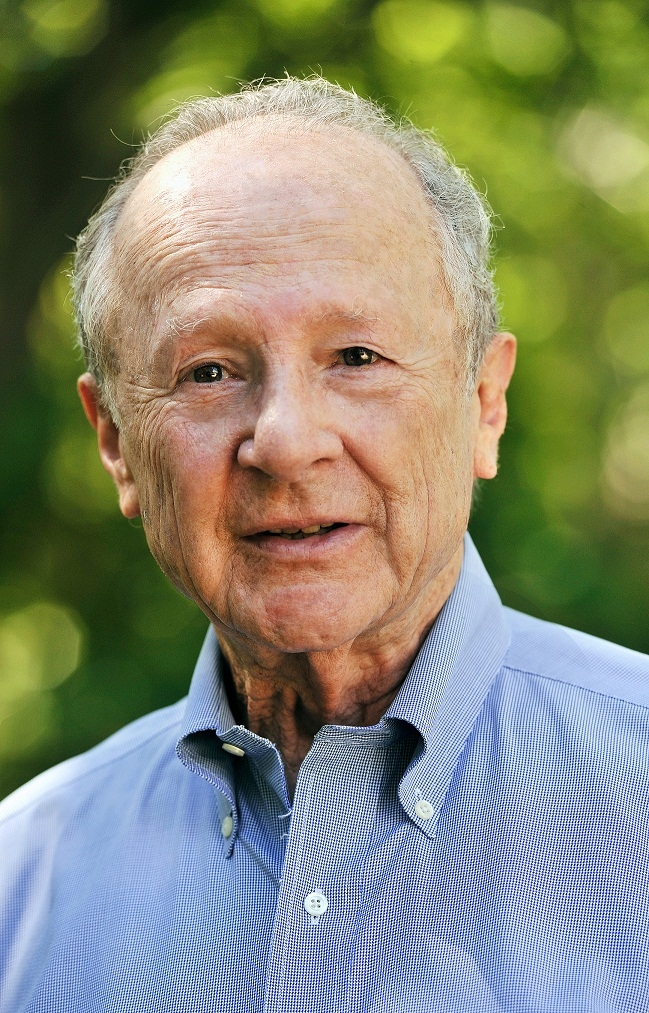
پروفسور مسلسون، مسئول تیم بازرسی

پیتر گمبل، خبرنگار وال‌استریت جورنال، پس از اعتراف رئیس‌جمهور بوریس یلتسین رئیس حزب کمونیست سوردلوفسک در سال ۱۹۷۹، در مورد ماهیت و دلیل واقعی شیوع سیاه‌زخم، به سوردلوفسک سفر کرد و در آن‌جا با خانواده‌های آسیب‌دیده از شیوع این بیماری مصاحبه کرد و کارکنان بیمارستان و مقامات مختلف نیز، اظهارات یلتسین را تأیید کردند. بر اساس این گزارش‌ها، تیمی از بازرسان غربی به رهبری مسلسون در سال ۱۹۹۲ به منطقه دسترسی پیدا کردند. پیش از رسیدن آن‌ها فهرستی از ۶۸ قربانی حادثه توسط مقامات شوروی به آن‌ها ارائه شده بود. در بررسی‌های بازرسان، مشخص شد که همگی قربانیان در زمان رهاسازی آلودگی ذرات معلق مستقیماً در جهت باد بوده‌اند. دام‌های آن منطقه نیز تحت تأثیر قرار گرفتند. در ضمن، مشخص شد که این حادثه به‌دلیل عدم جایگزینی فیلتر روی اگزوز در تأسیسات رخ داده‌است و اگرچه مشکل به سرعت برطرف شد، اما برای جلوگیری از انتشار عامل بیماری خیلی دیر شده بود. اگر در آن هنگام، بادها در جهت شهر می‌وزیدند، می‌توانست منجر به سرایت عامل بیماری‌زا به صدها هزار نفر شود.
تاکنون بازدید از آن تأسیسات نظامی همچنان برای بازرسان ناممکن است. ادعای اولیهٔ مسلسون برای سال‌ها این بود که شیوع بیماری، طبیعی بوده، اما اطلاعات کشف‌شده در بررسی‌های بعدی، جایی برای تردید، باقی نگذاشت.

## پیامدها
یگور گایدار، نخست‌وزیر روسیه، در سال ۱۹۹۲ فرمان آغاز غیرنظامی‌سازی "مجموعهٔ ۱۹" را صادر کرد. با این‌حال، این مرکز به کار خود ادامه داد. از سال ۱۹۹۲ هیچ خبرنگاری اجازهٔ ورود به محل را نداشته‌است و حدود ۲۰۰ سرباز با سگ‌های روتوایلر در مجموعه، گشت می‌زنند. فعالیت‌های طبقه‌بندی‌شده به زیر زمین منتقل شدند و چندین آزمایشگاه جدید برای کار با پاتوژن‌های خطرناک، ساخته و تجهیز شدند. یکی از آزمودنی‌های کنونی آن‌ها، سویهٔ اچ-۴ باسیلوس آنتراسیس است. ویرولانس و مقاومت آنتی‌بیوتیکی آن با استفاده از مهندسی ژنتیک به‌طور قابل‌توجهی افزایش یافته‌است.
در اوت ۲۰۱۶، نشریهٔ ساینس گزارش داد که دانشمند متخصص در سیاه‌زخم، پل کیم از دانشگاه آریزونای شمالی و همکارانش تلاش کرده‌اند تا "توالی بی ژنوم آنتراسیس" از دو نمونهٔ گرفته‌شده از قربانیان سیاه‌زخم در سوردلوفسک را تعیین کنند. این نمونه‌ها توسط پاتولوژیست‌های محلی روسیه که شیوع بیماری را در زمان وقوع آن بررسی کرده بودند، حفظ شده بود و آن‌ها این مطالب را با پروفسور مسلسون در طول سفر تحقیقاتی او در سال ۱۹۹۲ در میان گذاشتند. نمونه‌ها در فرمالین تثبیت شده و در پارافین جاسازی شده بودند و در نتیجه دی‌ان‌ای نمونه‌ها، به‌شدت تخریب شده بود. با این وجود، محققان آمریکایی توانستند دی‌ان‌ای پاتوژن را جدا کرده و کل ژنوم آن را با هم مقایسه کنند و آن را با صدها سویهٔ دیگر سیاه‌زخم نیز مقایسه کنند. کیم و تیمش گزارش دادند که هیچ مدرک ژنتیکی دال بر تلاش ارتش شوروی برای رشد یک سویهٔ مقاوم به آنتی‌بیوتیک یا واکسن یا مهندسی ژنتیکی این سویه به‌هیچ‌وجه پیدا نکرده‌اند. مسلسون اظهار داشت که:
«اگرچه این سویه، یک سویهٔ کاملاً معمولی بود، اما به این معنا نیست که سویهٔ بدی نبود. این سویه، از افرادی که توسط آن کشته شده‌اند استخراج شده.»